# Maarat an-Numan

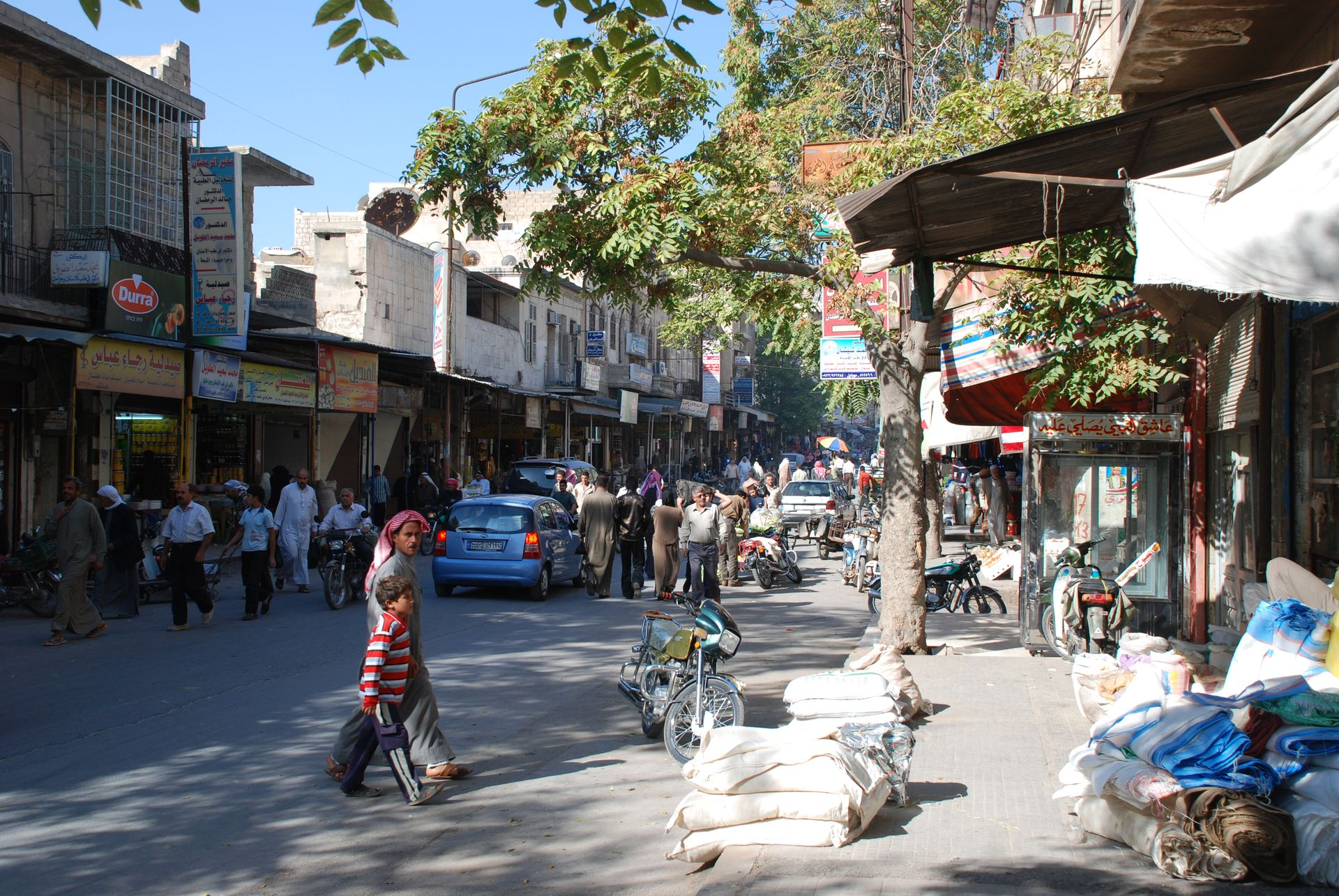
Hauptgeschäftsstraße im Zentrum

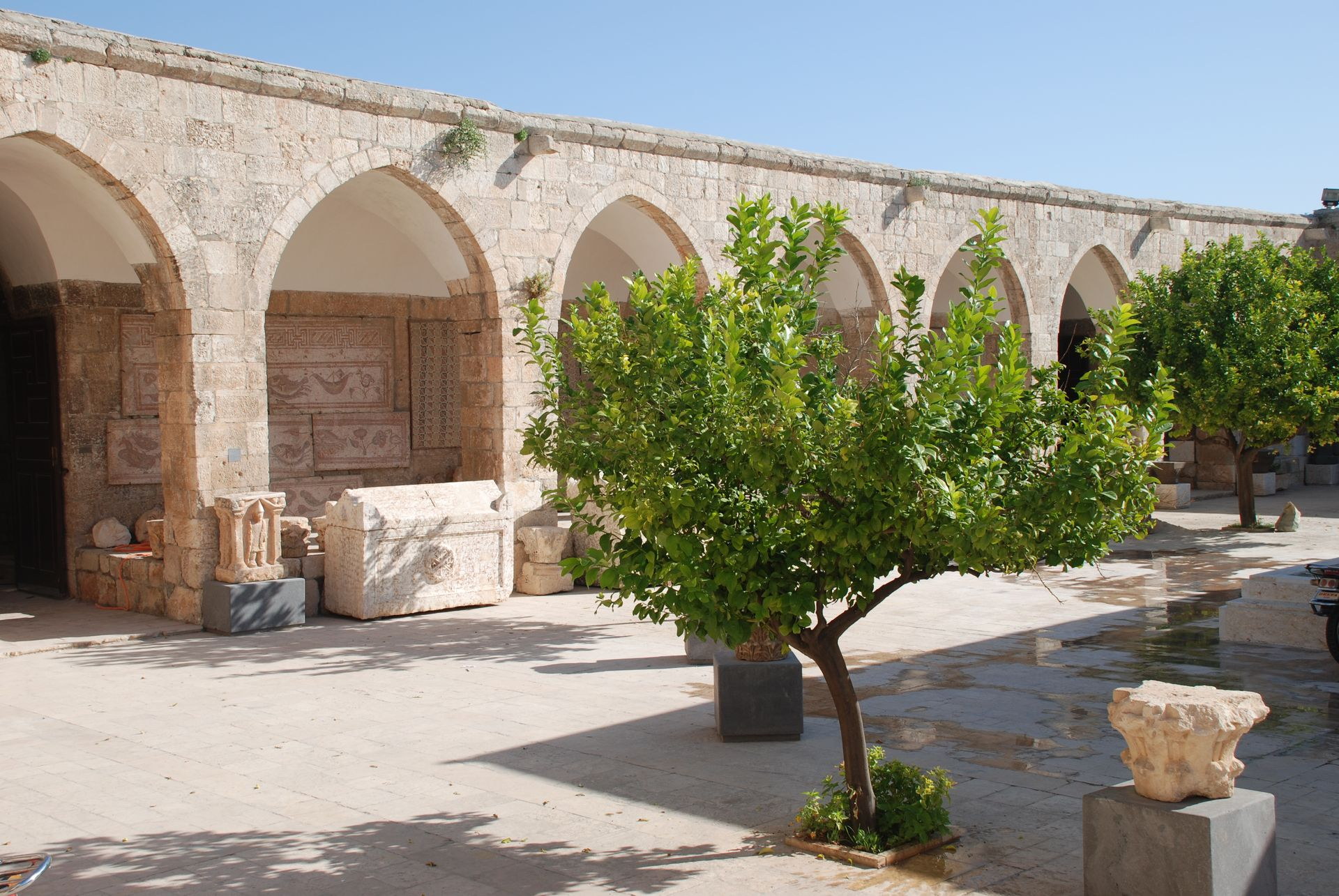
Im Innenhof des Mosaikenmuseums stehen auch Steinsarkophage aus byzantinischer Zeit

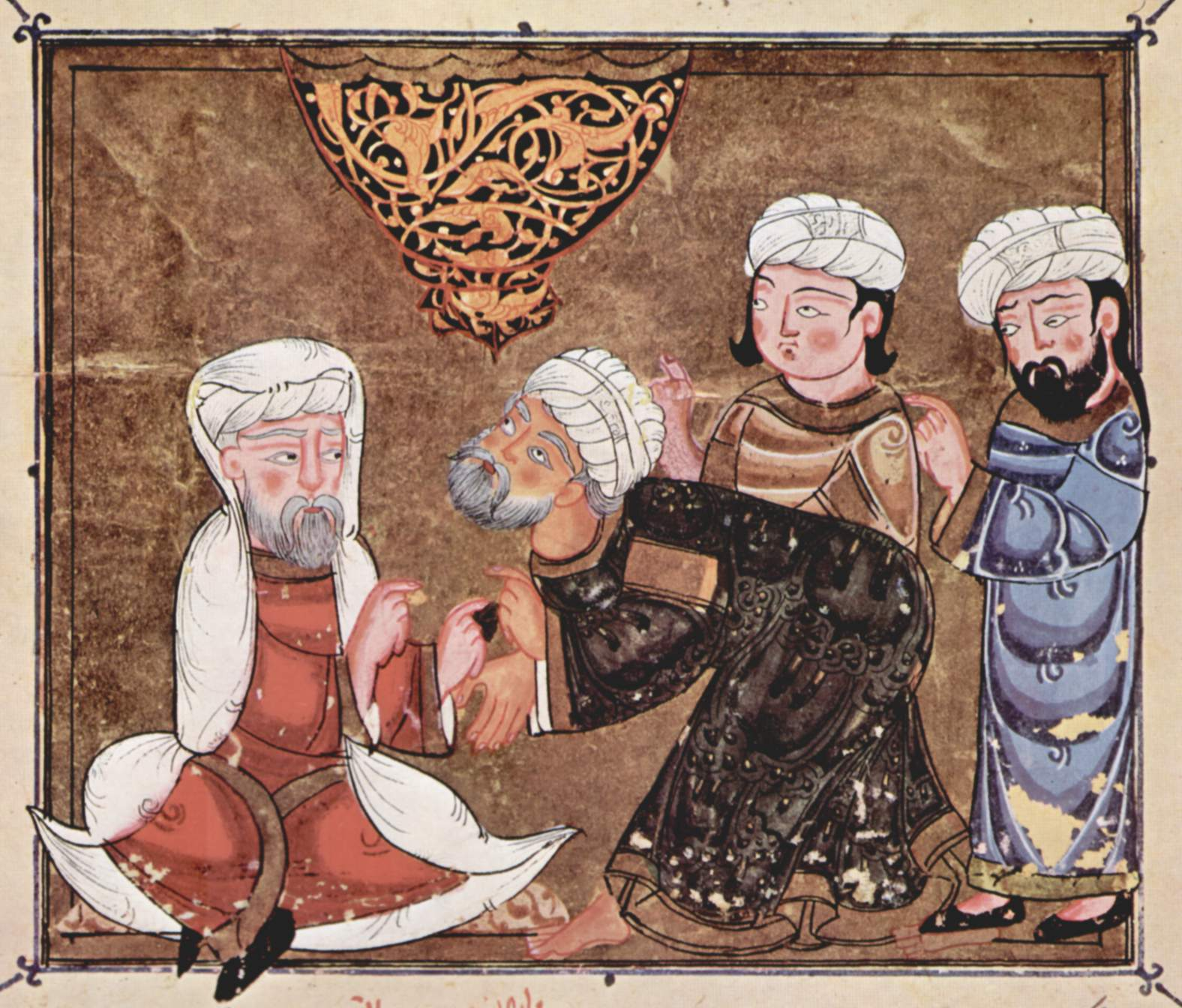
Illustration der Maqāmat des al-Hariri: Abu Zayd verteidigt sich vor dem Qādī von Maʿarrat (um 1335)

Maarat an-Numan, auch Maara, Marra, Maarrat, Maʿarrat al-Numān (arabisch معرة النعمان, DMG Maʿarrat an-Nuʿmān), ist eine Marktstadt im Gouvernement Idlib im westlichen Syrien, an der Autobahn von Aleppo nach Hama. Der gegenwärtige Name ist eine Kombination aus dem traditionellen Namen und dem Namen ihres ersten islamischen Gouverneurs an-Numan ibn Baschir, eines Gefährten des Propheten Mohammed.

## Stadtbild und Geschichte
Die antike Siedlung Arra wurde im 5. Jahrhundert von den Byzantinern eingenommen und 637 von muslimischen Arabern erobert. Es folgte eine Zeit als wohlhabendes, von Gärten umgebenes Handelszentrum. Der Ort wurde mehrfach geplündert, so 968 von den Byzantinern und 1098 von den Kreuzfahrern. Die Kreuzfahrer hielten die befestigte Siedlung besetzt, bis sie 1135 von Zengi zurückerobert wurde. Sie erlebte mit den Zengiden ab dem 12. Jahrhundert eine Blütezeit. Aus dieser Zeit stammt das Minarett der Freitagsmoschee, die an der Stelle einer früheren Basilika errichtet und das nach dem Erdbeben von 1170 wiederaufgebaut wurde. 1932 gab es 5250 Einwohner.
Im Zentrum der geschäftigen Handelsstadt befinden sich zwei gegenüberliegende Khan (Karawansereien) aus osmanischer Zeit. Das südlichere Khan ist aus der Ferne neben dem verbliebenen alten Minarett auszumachen, die Räume und der von einem Arkadengang umgebene Innenhof sind derzeit ungenutzt. Zum Gebäudekomplex des gegenüberliegenden Khan von Murad Pascha aus dem 16. Jahrhundert gehört ein etwa quadratischer Innenhof mit einer überkuppelten Moschee im Zentrum, zusammen mit einer Tekke (Versammlungsraum) und einem Hamam. In diesem Khan wurde ein Museum mit Mosaiken aus den „Toten Städten“ (spätrömisch-frühbyzantinische Siedlungen im nordsyrischen Kalksteinmassiv) eingerichtet. Es beherbergt in seinen weiten Gewölbehallen die größte Sammlung byzantinischer Fußbodenmosaiken des Landes aus dem 4. bis 7. Jahrhundert, die durch einige gut erhaltene Mosaiken aus römischer Zeit ergänzt werden.
Zur Stadt gehört die Madrasa „Abu al-Farawis“ von 1199. Die Überreste der mittelalterlichen Zitadelle finden sich auf einem Hügel im Nordwesten.

## Das Massaker von Maarat an-Numan
Das ebenso bekannte wie schreckliche Ereignis geschah Ende 1098, während des Ersten Kreuzzuges. Es steht in Zusammenhang mit der Belagerung von Antiochia, wo sich das Kreuzzugsheer von Oktober 1097 bis Januar 1099 aufhielt. Zunächst belagerten die Kreuzritter die Stadt Antiochia und wurden nach deren Eroberung ihrerseits belagert. Vor allem der Winter 1097/98 traf sie völlig unvorbereitet, ohne ausreichende Verpflegung, Kleidung und Unterkünfte. Dies betraf zunächst vor allem die einfachen Kreuzzugsteilnehmer, schließlich aber auch die Ritter, nachdem unaufhörliche Beutezüge in die Umgebung keinen ausreichenden Nachschub mehr brachten. Anfangs wurden Esel und einfache Pferde zum Fleischverzehr getötet, schließlich auch die wertvollen Schlachtrösser sowie jede Art von Kleingetier, auch Hunde. Die Chronisten berichten, dass Schuhsohlen gekocht wurden. Dazu kam, dass die einfachen Kreuzzugsteilnehmer nur noch zerlumpte Gewänder besaßen und kein Dach über dem Kopf hatten:
Der Winter brachte einen empfindlichen Mangel an Lebensmitteln und dazu noch bittere Kälte… Die Fouragekolonnen mussten immer weiter in die Umgebung streifen… Sie gerieten unvermutet an das damaszenische Heer… Mittlerweile steigerte sich die Hungersnot, das niedere Volk schreckte selbst vor Kannibalismus nicht zurück. Die sogenannten „Tafurs“ taten sich dabei besonders hervor, wilde Flamen, immer in vorderster Front kämpfend, die mit Peter dem Einsiedler gekommen waren und sich jetzt an gefallenen Türken gütlich taten.
Der fränkische Chronist und Zeitgenosse Albert von Aachen berichtet:
Die Unseren scheuten nicht nur davor nicht zurück, getötete Türken und Sarazenen zu essen, sondern sie aßen auch Hunde.
Auf einem dieser Raubzüge erreichten die Kreuzritter von ihrer Stellung in Al-Bara unter dem Kommando von Raimund von Toulouse und Robert von Flandern am 27. November 1098 die befestigte Stadt Maarat an-Numan und begannen deren Belagerung. Die Stadt liegt in Luftlinie 10 Kilometer östlich von Al-Bara und etwa 100 Kilometer südöstlich von Antiochia. Nachdem sie Verstärkung durch Bohemund von Tarent bekommen hatten, erstürmten sie am 12. Dezember 1098 die Stadt und plünderten sie. Die männlichen Einwohner wurden sämtlich erschlagen, die Frauen und Kinder in die Sklaverei verkauft. Die Zahl der Opfer dieses Massakers wird in den Quellen mit 22.000 angegeben. Allerdings ist hier wie stets in entsprechenden mittelalterlichen Quellen – mit stark überhöhten Zahlen zu rechnen. Allgemein scheinen die meisten Berichte über Massaker während des Ersten Kreuzzugs stark übertrieben zu sein (auch in christlichen Quellen), beim Beispiel der Eroberung Jerusalems wird z. B. in manchen Berichten von einer mehr als zwanzigfach so hohen Opferzahl wie in der Forschung angenommen gesprochen. Die Angaben sind somit mit Vorsicht zu genießen.

### Kannibalismus
Es ist jedoch nicht die Tatsache dieses Massakers an sich, die Maarat an-Numan zu trauriger Berühmtheit brachte, sondern die Begleitumstände. Denn bei der Plünderung der Stadt wurden nur wenig der erhofften Nahrungsmittel gefunden, die die Notlage hätten abwenden können:
„Während die Fürsten zu Rugia berieten, schritt das Heer in Ma’arat en-Numan selbst zur Tat. Es war dem Verhungern nahe. Sämtliche Lebensmittel der Umgebung waren aufgebraucht; Kannibalismus schien der einzige Ausweg.“
Der fränkische Chronist und Panegyriker Tankreds Raoul de Caen berichtet, wie mit den Getöteten umgegangen wurde:
„Die Unseren kochten die erwachsenen Heiden in Töpfen und steckten die Kinder auf Spieße, um sie gegrillt zu verschlingen.“
Über diese Vorgänge schrieben (in lateinischer Sprache) der Erzbischof Daimbert von Pisa, Gottfried von Bouillon und Raimund von Toulouse bald darauf im Jahre 1100 an den Papst:
| „A notre Saint Père le pape, à l’église romaine, à tous les évêques et à tous les chrétiens: |  | „An unseren Heiligen Vater den Papst, an die Römische Kirche, an alle Bischöfe und an alle Christen: |
| […] |  | […] |
| Nous fûmes bientôt livrés á une famine si cruelle, que quelques-uns de nôtres, dans leur désepoir, ne paraissaient pas éloignés de se nourir de chair humaine. Il serait trop long de faire le récit de tout ce que nous souffrîmes à ce sujet. |  | [Über die Belagerung von Antiochia] Wir wurden bald einer so grausamen Hungersnot ausgesetzt, dass einige von den Unseren in ihrer Verzweiflung nicht weit davon entfernt schienen, sich mit menschlichem Fleisch zu ernähren. Es würde zu lange dauern, Bericht über alles zu geben, wie wir aus dieser Ursache zu leiden hatten. |
| […] |  | […] |
| Une famine horrible qui y assaillit l’armée, la mit dans la cruelle nécessité de se nourrir des cadavres de Sarrasins, déjà en putréfaction.“                                                                                                   |  | [Über die Eroberung von Ma’arat] Eine schreckliche Hungersnot, die unsere Armee überfiel, brachte diese zu der grausamen Notwendigkeit, sich von den Leichnamen der Sarazenen zu ernähren, die schon in Verwesung waren.“ |

Der fränkische Chronist Petrus Tudebodus berichtet:
| „Nostri quoque pauperes peregrini coeperunt scindere corpora paganorum eò quod in ventibus eorum inveniebant reconditos bisantios; alii quoque districti fame caedebant carnes eorum per frusta et coquebant ad mandacandum.“ |  | „Die Armen unter unseren Pilgern hatten begonnen, die Körper der Heiden zu zerlegen, um die in deren Mägen versteckten Goldmünzen zu finden; andere, vom Hunger gequält, zerteilten deren Fleisch in Stücke und kochten es, um es zu verzehren.“ |

### Nachwirkungen
Diese Ereignisse hinterließen einen starken Eindruck bei den Menschen des Nahen Ostens. Die Kreuzritter bekamen den Ruf besonderer Grausamkeit und Barbarei gegenüber Muslimen, Juden und auch orthodoxen Christen, da die Kreuzzüge bald nach dem Großen Schisma von 1054 begannen. Noch Jahrhunderte nach diesen Ereignissen war das Bild der Kreuzritter als fanatische Kannibalen in der arabischen Literatur lebendig und sie werden noch heute in vielen nahöstlichen Ländern als „Kannibalen“ bezeichnet. Manche arabische Autoren deuten an, dass das Verhalten der Kreuzritter nicht aus dem Hunger entstand, sondern aus ihrem fanatischen Glauben, dass die Muslime noch tiefer als die Tiere stünden. Der libanesisch-französische Schriftsteller Amin Maalouf schreibt:
„Nach seinem Anschlag auf Papst Johannes Paul II. im Jahre 1981 erklärte der türkische Attentäter Mehmet Ali Ağca, er habe den ‚Obersten Kriegsherren der Kreuzritter töten‘ wollen – ein Eingeständnis, das einmal mehr offenbart, welch nachhaltiges Trauma die Kreuzzüge, auch mit einem Abstand von fast tausend Jahren, im kollektiven Gedächtnis der muslimischen Welt hinterlassen haben. Die Fassungslosigkeit und das Entsetzen einer hochzivilisierten Gesellschaft angesichts der ‚barbarischen Invasoren‘ aus dem Abendland, die auch vor kannibalistischen Exzessen nicht zurückschreckten, spiegelt sich in nahezu allen arabischen Chroniken und Berichten aus der Zeit zwischen 1096 und 1291 wider.“

## Im Syrischen Bürgerkrieg
Maarat an-Numan wurde während des Syrischen Bürgerkrieges lange von oppositionellen Milizen gehalten. Im Februar 2016 wurde bei einem Luftangriff das Krankenhaus der Stadt zerstört, berichteten Ärzte ohne Grenzen. Die Organisation hatte die Klinik mit 30 Betten und 54 Mitarbeitern unterstützt. Als Urheber des Angriffes vermutete Ärzte ohne Grenzen entweder die syrische Regierung oder Russland.
Mitte Januar 2020 galt Maarat an-Numan als Schlüsselstellung der Aufständischen bei der Verteidigung der verbliebenen Rebellengebiete im Gouvernement Idlib. Regierungstruppen hatten sich im Zuge eine Offensive bis zum 15. Januar auf 7 km an die Stadt herangearbeitet. Am 28. Januar 2020 zogen sich die verbliebenen Rebellenkämpfer zurück, nachdem Regierungstruppen die Stadtgrenzen erreicht hatten. Die syrische Regierung gab am nächsten Tag die Eroberung von Maarat an-Numan bekannt.

## Söhne und Töchter der Stadt
- Abū l-ʿAlāʾ al-Maʿarrī (973–1057), Dichter und Philosoph
- Basilio Khouri (1883–1941), melkitischer Erzbischof